# Paolo De Ceglie
Paolo De Ceglie est un footballeur italien né le 17 septembre 1986 à Aoste. Il joue au poste de défenseur latéral gauche, il peut évoluer également au poste de milieu gauche.
Il a été sélectionné à 15 reprises en équipe d'Italie espoirs et participé aux Jeux Olympiques 2008 à Pékin.

## Biographie

### En club
Paolo De Ceglie commence sa carrière en tant qu'ailier gauche avant d'être replacé arrière latéral gauche.
Paolo De Ceglie est formé à la Juventus où il fait toutes ses classes de jeunes avant de débuter avec l’équipe première en Serie B contre le Napoli au San Paolo. Il marquera son premier but contre l'US Lecce avant de remporter la Série B. La même saison, il remporte la Coupe Primevra avec l'équipe des moins de 20 ans.
Il devient ensuite la copropriété du club et de l'AC Sienne où il joue une saison pleine, ce qui lui vaudra un retour au bercail. Plusieurs blessures, notamment une à la rotule contre l'AC Milan en 2010, retardent sa progression.
Après avoir joué en position d'arrière gauche depuis le début de sa carrière professionnelle, il évolue milieu latéral avec Conte à son arrivée au club en 2011 et prend une nouvelle dimension, remportant par la même le scudetto, mais se blesse et rate une partie de la saison. Une blessure qui lui coûte sa place de titulaire la saison suivante où il devient le remplaçant du ghanéen Kwadwo Asamoah, il remporte tout de même un nouveau scudetto.
En manque de temps de jeu, il est prêté au Genoa CFC durant l’hiver 2014. Il inscrit un but contre l’Atalanta Bergame mais ne convainc pas son entraîneur et rentre à Turin avant de rejoindre le Parme FC, toujours en prêt. Il retourne dans son club formateur à la mi-saison à la suite des difficultés du club parmesan, dernier du championnat et en difficulté financière, et est sacré champion d'Italie une troisième fois malgré seulement deux apparitions avec les bianconeris.
Il connait un nouveau prêt pour la saison 2015-2016, cette fois à l'Olympique de Marseille. Il joue son premier match officiel sous les couleurs marseillaises contre le SC Bastia, entrant en jeu en tant qu'aillier gauche lors de la 5e journée de Ligue 1. Titularisé à 3 reprises au soir de la 9e journée de championnat, il se fait remarquer par son manque de vitesse et ses lacunes défensives.
Libéré de son contrat à l'été 2017 par la Juventus de Turin, il reste au chômage pendant plusieurs mois avant de s'engager avec le Servette de Genève le 11 janvier 2018.

### En sélection
Il joue ses premiers matches sous les couleurs italiennes avec l'équipe des moins de 19 ans lors de la saison 2004-2005 en participant à deux rencontres amicales.
Avec l'équipe des moins de 20 ans, il participe deux saisons au tournoi des quatre nations qu'il remporte lors de la saison 2005-2006 en participant à une seule rencontre. La saison suivante, il joue trois rencontres et marque deux buts mais termine à la seconde place.
Il est sélectionné avec l'équipe olympique pour participer aux Jeux olympiques 2008. Il joue trois des quatre rencontres et s'incline en quart de finale 3-2 contre la Belgique.
Avec l'Équipe d'Italie espoirs, il participe à l'Euro espoirs 2009. Il joue les trois matchs de poules en tant que titulaire mais pas la demi-finale où sa sélection s'incline 1-0 face à l'Allemagne.

## Statistiques

### Carrière
| Saison                | Club                          | Championnat           | Championnat | Championnat | Coupe(s) nationale(s) | Coupe(s) nationale(s) | Compétition(s) continentale(s) | Compétition(s) continentale(s) | Compétition(s) continentale(s) | Total | Total |
| Saison                | Club                          | Division              | M.          | B.          | M.                    | B.                    | Comp.                          | M.                             | B.                             | M.    | B.    |
| 2006-2007             | Juventus FC                   | Serie B               | 8           | 1           | -                     | -                     | -                              | -                              | -                              | 8     | 1     |
| 2007-2008             | AC Sienne (prêt)              | Serie A               | 29          | 2           | -                     | -                     | -                              | -                              | -                              | 29    | 2     |
| 2008-2009             | Juventus FC                   | Serie A               | 19          | 0           | 3                     | 0                     | C1                             | 4                              | 0                              | 26    | 0     |
| 2009-2010             | Juventus FC                   | Serie A               | 25          | 0           | 2                     | 0                     | C1+C3                          | 1+3                            | 0+0                            | 31    | 0     |
| 2010-2011             | Juventus FC                   | Serie A               | 7           | 0           | -                     | -                     | C3                             | 7                              | 0                              | 14    | 0     |
| 2011-2012             | Juventus FC                   | Serie A               | 21          | 1           | 2                     | 0                     | -                              | -                              | -                              | 23    | 1     |
| 2012-2013             | Juventus FC                   | Serie A               | 14          | 0           | 3                     | 0                     | C1                             | 1                              | 0                              | 18    | 0     |
| 2013-2014             | Juventus FC                   | Serie A               | 4           | 0           | 1                     | 0                     | C1                             | 1                              | 0                              | 6     | 0     |
| 2013-2014             | Genoa CFC (prêt)              | Serie A               | 12          | 1           | -                     | -                     | -                              | -                              | -                              | 12    | 1     |
| 2014-2015             | Parme FC (prêt)               | Serie A               | 11          | 3           | 1                     | 0                     | -                              | -                              | -                              | 12    | 3     |
| 2014-2015             | Juventus FC                   | Serie A               | 2           | 0           | -                     | -                     | -                              | -                              | -                              | 2     | 0     |
| 2015-2016             | Olympique de Marseille (prêt) | Ligue 1               | 7           | 0           | 4                     | 0                     | C3                             | 1                              | 0                              | 12    | 0     |
| 2016-2017             | Juventus FC                   | Serie A               | -           | -           | -                     | -                     | C1                             | -                              | -                              | 0     | 0     |
| 2017-2018             | Servette FC                   | Challenge league      | 11          | 2           | -                     | -                     | -                              | -                              | -                              | 11    | 2     |
| Total sur la carrière | Total sur la carrière         | Total sur la carrière | 171         | 10          | 16                    | 0                     | -                              | 18                             | 0                              | 205   | 10    |

## Palmarès

### En club
Après avoir remporté le Tournoi de Viareggio 2005, le Championnat de Primavera 2006, la Supercoupe de Primavera 2006 et la Coupe Primevra 2007 avec les moins de 20 ans de la Juventus, il se forge un palmarès avec l'équipe première en remportant d'abord la Serie B en 2007 puis d'être Champion d'Italie à quatre reprises en 2012, 2013, 2014 et 2015 et vice-champion lors de la saison 2008-2009. Il sera sur le banc lors des deux victoires en Supercoupe d'Italie 2012 et 2013 et de la finale de la Coupe d'Italie 2015 remporté face à la Lazio.

### En Sélections
Il remporte le Tournoi de Toulon 2008 avec l'équipe d'Italie espoirs en battant le Chili 1-0 en finale.